# Jo Ellen Pellman
Jo Ellen Pellman (Cincinnati, 29 ottobre 1996) è un'attrice statunitense.

## Biografia
Jo Ellen Pellman è nata e cresciuta Cincinnati. Dopo essersi diplomata alla Walnut Hills High School nel 2014, la Pellman ha iniziato a studiare all'Università del Michigan, dove si è laureata in teatro nel 2018.
Ha fatto il suo debutto sul piccolo schermo nel 2019 recitando nelle serie televisive Alternatino with Arturo Castro, The University, The Deuce - La via del porno e La fantastica signora Maisel. L'anno successivo ha fatto il suo debutto cinematografico nel 2020 interpretando la protagonista Emma Nolan nel film The Prom con Meryl Streep e Nicole Kidman.
L'attrice si definisce queer.

## Filmografia

### Cinema
- The Prom, regia di Ryan Murphy (2020)

### Televisione
- Alternatino with Arturo Castro - serie TV, episodio 1x05 (2019)
- The University - serie TV, episodio 1x03 (2019)
- The Deuce - La via del porno - serie TV, episodio 3x06 (2019)
- La fantastica signora Maisel - serie TV, episodio 3x05 (2019)
- 1923 – serie TV, 4 episodi (2022-2025)

## Doppiatrici italiane
Nelle versioni in italiano delle opere in cui ha recitato, Jo Ellen Pellman è stata doppiata da:
- Lavinia Paladino in The Prom
- Federica D'Angelis in 1923